# Yagara Kenichi
Kenichi Yagara (sinh ngày 14 tháng 9 năm 1981) là một cầu thủ bóng đá người Nhật Bản.

## Sự nghiệp câu lạc bộ
Kenichi Yagara đã từng chơi cho Ehime FC và Banditonce Kobe.